# Prix Archibald
 (mars 2020).
Si vous disposez d'ouvrages ou d'articles de référence ou si vous connaissez des sites web de qualité traitant du thème abordé ici, merci de compléter l'article en donnant les références utiles à sa vérifiabilité et en les liant à la section « Notes et références ».

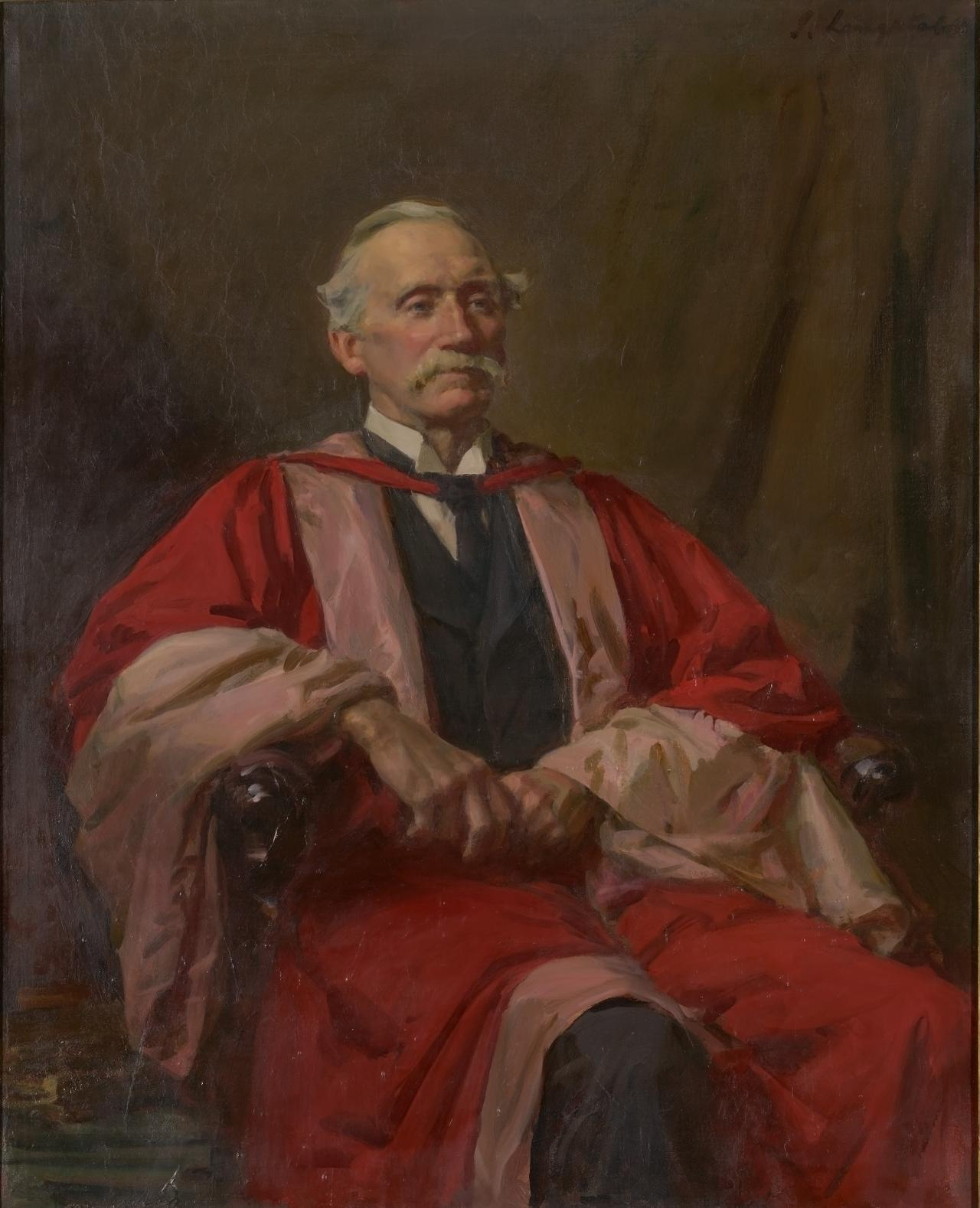
Le Dr Alexander Leeper de John Longstaff vainqueur du prix Archibald en 1928.

Le Prix Archibald est considéré comme le plus important prix du portrait en Australie. Il a été décerné la première fois en 1921, après un legs de JF Archibald, le rédacteur en chef et copropriétaire du magazine The Bulletin qui est décédé en 1919. Il est géré par les administrateurs de la Galerie d'Art de Nouvelle-Galles du Sud et attribué au  « meilleur portrait, de préférence d'un éminent homme ou femme dans les domaines de l'art, des lettres, des sciences ou de la politique, peint par un artiste résident en Australasie au cours des 12 mois précédant la date fixée par les administrateurs pour l'envoi des œuvres. » Le Prix est décerné chaque année et en 2008, son montant est de 50 000 AUD.

## Histoire
Le premier prix Archibald a été décerné en 1921 et était d'un montant de 400 £. Dans les premières années, le prix a été souvent été remporté par des peintres du Victoria, comme McInnes, Longstaff et Dargie, ce qui a créé un certain ressentiment dans la communauté artistique de Sydney. 
En 1942, William Dargie a remporté le prix pour une peinture qu'il avait fait en tant qu'artiste de guerre officiel pendant la Première Guerre mondiale en Syrie. Le navire ramenant la peinture en Australie a coulé et la toile est restée sous l'eau pendant un certain temps. 
1946 a été la première année où les administrateurds ont sélectionné les œuvres à leur entrée, plutôt que de toutes les afficher. Moins d'un tiers des entrées ont été choisies pour l'exposition. 
Un autre gagnant notable est le portrait en 1956 du célèbre peintre australien autochtone Albert Namatjira, par William Dargie. Le portrait a été fait pendant que Namatjira était en visite à Sydney à partir depuis son désert central. En 1956, le montant du prix Archibald était de 1364 AUD. 
En 1964 et 1980, les juges ont décidé de ne pas décerner le prix estimant qu'aucun travail n'avait la norme requise. 
Il y a habituellement environ 200 candidatures pour le Prix Archibald, dont seulement environ 100 sont retenues comme finalistes pour l'exposition. Une seule participation est autorisée par personne chaque année. Certains des artistes gagnants ont dû se présenter pendant de nombreuses années avant d'être sélectionnés. En 2005, le comédien Pierre Berner a réalisé un documentaire appelé le Loaded dog. Il a interrogé quatorze peintres australiens sélectionnés et leur a demandé combien de fois chacun d'eux avait été candidat et combien de fois il avait été finaliste, Le résultat est présenté dans le tableau ci-dessous (l'astérisque désigne le gagnant du prix principal):
|           | Jenny Sages | Lewis Miller* | Bill Leak | Rick Amor | Adam Cullen* | Peter Churcher | Bruce Armstrong | Kim Spooner | Wendy Sharpe* | Martine Emdur | Euan MacLeod* | Craig Ruddy* | Margarita Georgiadis | Max Cullen |
| --------- | ----------- | ------------- | --------- | --------- | ------------ | -------------- | --------------- | ----------- | ------------- | ------------- | ------------- | ------------ | -------------------- | ---------- |
| Sélection | 14          | 13            | 11        | 9         | 8            | 6              | 5               | 3           | 3             | 2             | 1             | 1            | 1                    | 1          |
| Candidat  | 15          | 17            | 13        | 11        | 9            | 10             | 7               | 8           | 6             | 4             | 4             | 2            | 5                    | 4          |

## Controverse
Le prix a toujours suscité beaucoup de controverses et plusieurs affaires judiciaires, dont la plus célèbre fut en 1943 quand la peinture gagnante William Dobell de Joshua Smith a été contestée sous prétexte qu'il s'agissait d'une caricature plutôt que d'un portrait. 
Le prix Archibald est un des seuls principaux prix d'art au monde où les signatures des artistes sont couvertes jusqu'à la fin du concours afin de ne pas être vues par les juges pendant la sélection initiale pour la finale. Dans le petit monde artistique australien, on a observé un certain népotisme, avec des juges (dont plusieurs sont des artistes et plusieurs autres n'ont aucune qualification artistique) pouvant simplement les œuvres de leurs amis plutôt que celles fondées sur le mérite. 
Max Meldrum a critiqué Nora Heysen la gagnante du prix en 1938, disant qu'on ne pouvait pas s'attendre à ce que les femmes puissent peindre aussi bien que les hommes[réf. nécessaire]. Nora Heysen fut la première femme à remporter le prix Archibald, avec un portrait de madame Elink Schuurman, l'épouse du consul général des Pays-Bas. 
En 1952, plusieurs étudiants en beaux-arts, dont John Olsen, protestèrent lorsque le portrait peint par  William Dargie lui permit d'avoir le prix pour la septième fois. Une manifestante plaça un collier autour du cou de son chien avec la mention: « Vainqueur du prix Archibald - William Doggie » (Dog est le mot anglais pour chien). Dargie allait remporter le prix de nouveau en 1956. 
Après que le Premier ministre Gough Whitlam ait été démis de ses fonctions, il refusa de poser pour le portrait traditionnel qui est fait des premiers ministres australiens, et ordonna que le  portrait vainqueur du prix en 1972 dû à Clifton Pugh soit utilisé à la place. Celui-ci est donc accroché aujourd'hui au Nouveau Parlement à Canberra.